# Championnat canadien de soccer 2010
Navigation
Édition précédente Édition suivante
Le Championnat canadien 2010, aussi appelé Championnat canadien Nutrilite 2010, est la troisième édition du Championnat canadien, un tournoi canadien de soccer. Le tournoi vise à déterminer le club qui participe au championnat continental des clubs de la CONCACAF, la Ligue des champions de la CONCACAF. La compétition se tient du 28 avril au 2 juin 2010 dans les villes de Montréal, Toronto et Burnaby.
Les équipes inscrites sont l'Impact de Montréal, le Toronto FC et les Whitecaps de Vancouver. Le tournoi comprend des séries aller et retour entre chacune des équipes, soit six parties au total. L'équipe gagnante du tournoi, le Toronto FC, se qualifie pour la phase préliminaire de la Ligue des champions de la CONCACAF 2010-2011. Dans cette phase, l'équipe de Toronto joue contre le Club Deportivo Motagua pour déterminer la participation à la phase des groupes.
Le tournoi est commandité par Nutrilite, fabricant de vitamines, minéraux et suppléments alimentaires. La Coupe des Voyageurs est remise au Toronto FC à l'issue du tournoi.

## Classement
| Rang | Équipe                 | Pts | J | G | N | P | Bp | Bc | Diff |
| ---- | ---------------------- | --- | - | - | - | - | -- | -- | ---- |
| 1    | Toronto FC T           | 8   | 4 | 2 | 2 | 0 | 3  | 0  | +3   |
| 2    | Whitecaps de Vancouver | 4   | 4 | 0 | 4 | 0 | 2  | 2  | 0    |
| 3    | Impact de Montréal     | 2   | 4 | 0 | 2 | 2 | 2  | 5  | -3   |

- Vainqueur du championnat et qualification pour le tour préliminaire de la Ligue des champions de la CONCACAF 2010-2011

T : Tenant du titre

## Matchs
| 28 avril 2010 | Toronto FC                                                                    | 2 - 0 | Impact de Montréal                    | BMO Field, Toronto                         |                                            |
|               | Harden 12e · Cronin 23e · de Guzman 34e · Gargan 56e · Barrett 61e · Frei 80e |       | 24e Pizzolitto · 35e Brown · 45e Braz | Spectateurs : 21 346 Arbitrage : Paul Ward | Spectateurs : 21 346 Arbitrage : Paul Ward |
|               | Rapport                                                                       |       |                                       | Spectateurs : 21 346 Arbitrage : Paul Ward | Spectateurs : 21 346 Arbitrage : Paul Ward |

| 5 mai 2010 | Toronto FC                       | 1 - 1 | Whitecaps de Vancouver                                          | Swangard Stadium, Burnaby                    |                                              |
|            | Bellisomo 75e · Haber 81e (pen.) |       | 21e Braz · 31e Byers · 52e Aâboubou · 80e Braz · 90+6e Agourram | Spectateurs : 4 325 Arbitrage : Geoff Gamble | Spectateurs : 4 325 Arbitrage : Geoff Gamble |
|            | Rapport                          |       |                                                                 | Spectateurs : 4 325 Arbitrage : Geoff Gamble | Spectateurs : 4 325 Arbitrage : Geoff Gamble |

| 12 mai 2010 | Impact de Montréal | 0 - 1 | Toronto FC                  | Stade Saputo, Montréal                        |                                               |
|             |                    |       | 14e Usanov · 73e De Rosario | Spectateurs : 10 737 Arbitrage : David Gantar | Spectateurs : 10 737 Arbitrage : David Gantar |
|             | Rapport            |       |                             | Spectateurs : 10 737 Arbitrage : David Gantar | Spectateurs : 10 737 Arbitrage : David Gantar |

| 19 mai 2010 | Whitecaps de Vancouver | 0 - 0 | Toronto FC                      | Swangard Stadium, Burnaby                      |                                                |
|             | Haber 21e · Knight 90e |       | 21e De Rosario · 70e Hščanovičs | Spectateurs : 4 928 Arbitrage : Steven Depiero | Spectateurs : 4 928 Arbitrage : Steven Depiero |
|             | Rapport                |       |                                 | Spectateurs : 4 928 Arbitrage : Steven Depiero | Spectateurs : 4 928 Arbitrage : Steven Depiero |

| 26 mai 2010 | Impact de Montréal                                  | 1 - 1 | Whitecaps de Vancouver | Stade Saputo, Montréal                           |                                                  |
|             | Billy 62e · Pesoli 68e · Djekanović 73e · Billy 89e |       | 50e Touré              | Spectateurs : 10 959 Arbitrage : Silviu Petrescu | Spectateurs : 10 959 Arbitrage : Silviu Petrescu |
|             | Rapport                                             |       |                        | Spectateurs : 10 959 Arbitrage : Silviu Petrescu | Spectateurs : 10 959 Arbitrage : Silviu Petrescu |

| 2 juin 2010 | Toronto FC                              | 0 - 0 | Whitecaps de Vancouver    | BMO Field, Toronto                            |                                               |
|             | Henry 37e · Cronin 45e · Hščanovičs 85e |       | 31e Haber · 34e Bellisomo | Spectateurs : 15 176 Arbitrage : Geoff Gamble | Spectateurs : 15 176 Arbitrage : Geoff Gamble |
|             | Rapport                                 |       |                           | Spectateurs : 15 176 Arbitrage : Geoff Gamble | Spectateurs : 15 176 Arbitrage : Geoff Gamble |